# Ceratophysella czukczorum
Ceratophysella czukczorum är en urinsektsart som beskrevs av Olga M. Martynova och O.N. Bondarenko 1978. Ceratophysella czukczorum ingår i släktet Ceratophysella och familjen Hypogastruridae. Inga underarter finns listade i Catalogue of Life.